# Kněhyně
Kněhyně (1256 m n.p.m.) – szczyt górski w Beskidzie Morawsko-Śląskim, jeden z najwyższych szczytów tych gór i drugi co do wysokości szczyt tzw. Radhošťskiej hornatiny.
Masyw Kněhyni i sąsiadującego z nimi szczytu Čertův mlýn ogranicza od wschodu dolina potoku Čeladenka, od północnego zachodu źródliska potoku Bystrá, zaś od południowego zachodu źródliska potoku Kněhyně.
Cały masyw gęsto zalesiony, w partiach szczytowych występują górskie świerczyny ze znacznym udziałem jarzębiny. Odcinek grzbietu Kněhyně - Čertův mlýn obejmuje rezerwat przyrody o tejże nazwie.
W stokach Kněhyni znajduje się jedna z największych jaskiń w tej części Beskidów - Velká Kněhyňská propast.
W siodle grzbietu między obydwoma szczytami znajduje się tzw. Kněhyňská louka (inaczej: Partyzánská louka) - polana, na której znajduje się pomnik poświęcony pamięci 1 Czechosłowackiej Brygady partyzanckiej im. Jana Žižky, a na południowych stokach kopuły szczytowej Kněhyni - niewielki pomniczek upamiętniający kobietę partyzanta, Růženę Valentovą.
Od 2007 roku obowiązuje zakaz wstępu na szlak prowadzący na szczyt Kněhyně ze względu na ochronę rzadkich gatunków ptaków, które tam mieszkają.